# André Wetzel
André Wetzel (Soerabaja, 3 november 1951) is een Nederlands voormalig voetballer en huidig trainer-coach.

## Spelerscarrière
Als voetballer kwam Wetzel in de jaren 70 en 80 uit voor HFC Haarlem, FC Amsterdam, FC Den Haag en Telstar.

### Statistieken
| Seizoen | Club         | Land      | Competitie     | Wedstrijden | Doelpunten |
| ------- | ------------ | --------- | -------------- | ----------- | ---------- |
| 1972/73 | HFC Haarlem  | Nederland | Eredivisie     | 3           | 0          |
| 1973/74 | HFC Haarlem  | Nederland | Eredivisie     | 24          | 1          |
| 1974/75 | HFC Haarlem  | Nederland | Eredivisie     | 21          | 1          |
| 1975/76 | FC Amsterdam | Nederland | Eredivisie     | 33          | 6          |
| 1976/77 | FC Amsterdam | Nederland | Eredivisie     | 33          | 13         |
| 1977/78 | FC Amsterdam | Nederland | Eredivisie     | 33          | 6          |
| 1978/79 | FC Amsterdam | Nederland | Eerste divisie | 8           | 1          |
| 1978/79 | FC Den Haag  | Nederland | Eredivisie     | 5           | 2          |
| 1979/80 | FC Den Haag  | Nederland | Eredivisie     | 26          | 2          |
| 1980/81 | FC Den Haag  | Nederland | Eredivisie     | 19          | 1          |
| 1981/82 | Telstar      | Nederland | Eerste divisie | 29          | 0          |
| Totaal  | Totaal       | Totaal    | Totaal         | 234         | 33         |

## Trainerscarrière
Na zijn actieve loopbaan werkte hij als trainer bij RVC en de Koninklijke HVV in Den Haag, beide amateurclubs. Later werd Wetzel assistent van Mark Wotte bij Den Haag en later bij FC Den Bosch. Daar stapte hij samen met Wotte snel op door de financiële problemen. Wetzel trainde dat seizoen zaterdaghoofdklasser ASWH. Met die club werd hij afdelingskampioen. De KNVB stelde hem vervolgens aan als bondscoach van Oranje onder 19 en assistent bij Jong Oranje, waar Wotte de leiding had. In de zomer van 2002 nam Wotte Wetzel als assistent mee naar Willem II. Toen Wotte na de winterstop van het seizoen 2003/04 opstapte bij de Tricolores, maakte Wetzel de jaargang af en eindigde hij op een zevende eindklassering. Hierop trok hij naar de Verenigde Arabische Emiraten, waar hij Al Jazeera leidde. In 2005 stalde Feyenoord de Hagenaar bij de gevallen Belgische topclub KV Mechelen, waar de Rotterdammers een samenwerkingsverband mee hadden. Onrust zorgde ervoor dat Feyenoord hem terughaalde, waarna hij scoutingwerkzaamheden ging verrichten voor de Rotterdamse club. Dit combineerde hij met het trainen van het Naaldwijkse Westlandia. Nadat Herbert Neumann op non-actief werd gezet bij VVV-Venlo, werd Wetzel aangesteld als diens opvolger. In zijn eerste seizoen, 2006/07, finishte VVV als tweede in de Eerste divisie. Via de gewonnen play-offs tegen FC Den Bosch en RKC Waalwijk promoveerde de club voor het eerst in 13 jaar weer naar de Eredivisie. Een jaar later echter degradeerde hij met dezelfde club weer na een nederlaag tegen ADO Den Haag.
Verder heeft André Wetzel ook een tijd gewerkt als gymdocent aan het Titus Brandsmacollege in Dordrecht.
Wetzel heeft altijd geroepen, dat hij ooit nog eens voor ADO Den Haag wilde werken. Nadat Wiljan Vloet eerder had aangegeven te stoppen bij de Haagse club, tekende Wetzel op 29 mei 2008 een driejarig contract, dat hem tot medio 2011 aan ADO Den Haag zal verbinden. Hij heeft tevens een extra optie voor nog eens twee jaar. Op 17 april 2009 werd hij technisch directeur bij ADO, waarbij zijn positie als trainer overgenomen werd door Raymond Atteveld.
Op dinsdag 22 december werd bekendgemaakt dat Wetzel op staande voet is ontslagen als technisch directeur. Aanleiding voor de drastische maatregel was een kritisch interview van Wetzel. Wetzel vocht zijn ontslag aan bij de KNVB.
Op 17 maart 2010 werd bekendgemaakt dat Wetzel in het gelijk was gesteld door de arbitragecommissie van de KNVB. Deze oordeelde dat ADO Den Haag hem ten onrechte had ontslagen. ADO moest hem een bedrag van honderdduizend euro betalen als schadevergoeding.
Per 1 december 2010 was hij technisch directeur bij Al Jazira.
Op 21 december 2011 werd bekend dat Wetzel een tweejarig contract had getekend bij Topklasser, tegenwoordig Derde divisionist, HBS. In mei 2017 beëindigde Wetzel zijn loopbaan als hoofdtrainer bij HBS.
Op 23 oktober 2017 werd bekend dat Wetzel, in ieder geval voor de rest van seizoen 2017/18, als nieuwe hoofdtrainer was aangesteld bij het Amsterdamse AFC, uitkomend in de Tweede divisie. Nadat Ton du Chatinier was opgestapt.Aan het einde van dat seizoen werd bekend dat hij hoofdtrainer werd bij HVV uit Den Haag uitkomend in de Tweede Klasse. Zijn beste competitie resultaat was in het seizoen 2021/22 hij eindigde als tweede en plaatste zich daarmee voor de nacompetitie. Door de uitwedstrijd met 0-3 te winnen op 19 juni 2022 bij SV Donk promoveerde hij met HVV naar de Eerste klasse. In oktober 2023 werd bekend dat hij per 1 december van dat jaar de functie van assistent trainer en team manager bij HBS zal bekleden.

## Erelijst
- Afdelingskampioenschap Hoofdklasse B zaterdagamateurs: 2001 (ASWH)
- Promotie naar Eredivisie: 2007 (VVV-Venlo)